# Geissoloma marginatum
Geissoloma marginatum (L.) A.Juss. è una pianta angiosperma dell'ordine Crossosomatales. È l'unica specie nota del genere Geissoloma Lindl. ex Kunth e della famiglia Geissolomataceae A.DC..

## Distribuzione e habitat
Questa specie è un endemismo dei rilievi montuosi del Langeberg, in Sudafrica.